# Олен
Олен (др.-греч.  Ὠλήν) — легендарный греческий поэт.
Олен — легендарный ликийский поэт, который переселился на остров Делос. Во времена Геродота его гимны, прославляющие первых служительниц Аполлона на родном острове бога, и другие «древние песни» были частью культа на Делосе. Жреческая поэзия Олена ныне полностью утрачена. Вот, что говорит о поэте Геродот:
Как передают, Арга и Опис прибыли из гиперборейской страны вместе с самими божествами [Аполлоном и Артемидой], и делосцы им также воздают почести. В их честь делосские женщины собирают дары. В гимне, сочиненном ликийцем Оленом, женщины призывают их поименно. От делосцев переняли этот обычай жители других островов и ионяне: они также поют гимн, призывая Опис и Аргу, и собирают им священные дары. Этот Олен пришел на Делос из Ликии и сочинил также и другие древние гимны, которые поются на Делосе.
Павсаний относит Олена к древнейшим временам: Олен из Ликии, написавший для эллинов самые древние гимны, этот Олен в своем гимне, посвященном Илифии, говорит, что матерью Эрота была Илифия. После Олена были поэты Памф и Орфей. Он сообщает, что Олен Ликийский, который жил в самые древнейшие времена, и составил много гимнов для делосцев, написал и гимн в честь Илифии; он называет её там прекрасноткущей, явно уподобляя её богине Судьбы; он утверждает, что она была старше Кроноса.. Возможно, гимны Олена отражали догреческую роль этой богини.
Согласно тому же Павсанию, делосская пифия Бойо называла Олена среди прибывших на Делос гиперборейцев, приписывала этому поэту введение культа Аполлона и изобретение размера для эпической поэзии. Многие гимны, номы и оракулы, приписываемые Олену, хранились на острове Делос, почитаемом как место рождения Аполлона.
Ему же приписывалась легенда о временном пребывании Аполлона среди гипербореев.